# Chandreshwor
Chandreshwor (nep. चन्द्रेश्वरी) – gaun wikas samiti w zachodniej części Nepalu w strefie Gandaki w dystrykcie Lamjung. Według nepalskiego spisu powszechnego z 2001 roku liczył on 528 gospodarstw domowych i 2358 mieszkańców (1268 kobiet i 1090 mężczyzn).